# Kojlé
Kojlé (en macédonien Кожле) est un village du nord de la Macédoine du Nord, situé dans la municipalité de Petrovec. Le village comptait 14 habitants en 2002. Il se trouve près de l'autoroute Skopje-Veles et de la rivière Pčinja. Il est connu pour son petit monastère, dédié à la Nativité, et pour les ruines d'une forteresse construite par le roi Marko Kraljević.

## Démographie
Lors du recensement de 2002, le village comptait :
- Macédoniens : 10 (71,42 %)
- Albanais : 2 (14,28 %)
- Autres : 2